# Tongariki
Tongariki è una piccola isola dell'Oceano Pacifico, appartenente alle Isole Shepherd nella provincia di Shefa, Vanuatu.
L'isola, di origine vulcanica, misura 3,8 km di lunghezza e 1,7 km di larghezza. La massima elevazione è di 521 m s.l.m.